# Рид, Дуглас
Дуглас Рид (англ. Douglas Reed; 1895—1976) — английский писатель
 и журналист, корреспондент газеты «The Times».

## Биография
Автор многих книг: «Ярмарка безумия» (1938), «Беспредельное бесчестье» (1939) и «Пророк в своем Отечестве» (A Prophet at Home; 1941), однако наибольшую популярность ему принесла книга Спор о Сионе (1956, опубликована посмертно в 1978), которая считается антисемитской. Рид верил в существование сионистского мирового правительства, стремящегося поработить человечество. Он считал иудаизм выдумкой левитов, созданной в 458 г. до н. э., а Иисус Христос как галилеянин не имел ничего общего с иудеями.
С 1947 года Рид жил в Южной Африке. В южноафриканский период своей жизни Рид открыто выступал против политики деколонизации Африки, в своей книге «Битва за Родезию» сравнивая санкции Запада против этой страны с политикой умиротворения Гитлера периода Мюнхенского сговора, а саму её вместе с ЮАР и португальскими колониями в Мозамбике и Анголе называя последними бастионами порядка и последней плотиной, сдерживающей воды хаоса.

### Взгляды
Как указывает британский профессор-психолог, автор исследований фашистской идеологии Майкл Биллиг, Рид (автор довоенных работ, обличающих Мюнхенский сговор и гитлеризм) был яростным противником Гитлера, но не национал-социализма. В сущности, он был апологетом штрассеристской версии национал-социализма. После его смерти в некрологе в газете Times говорилось: 

…у Рида были собственные любимые коньки, некоторые из которых действительно мало чем отличались от любимых коньков нацистов.Оригинальный текст (англ.)Reed had his own hobby-horses, some of which were indeed not so very unlike Nazy hobby horses.
 Рид, по словам Биллига, был не просто антисемитом, но и автором теорий заговора, приписывающих евреям стремление захватить власть над миром с помощью манипуляций независимыми государствами. В ходе Второй мировой войны Рид доказывал, что Гитлер является агентом евреев, чья цель — уничтожение Европы и установление над ней власти «Золотого Интернационала» — союза финансистов Уолл-стрита и русских коммунистов. Впоследствии он стал одним из первых отрицателей Холокоста. Работы Рида игнорируются современными ведущими политологами, но остаются популярны в антисемитских и крайне правых кругах, в частности, среди сторонников штрассеристского Британского национального фронта.